# John Owen (Politiker)

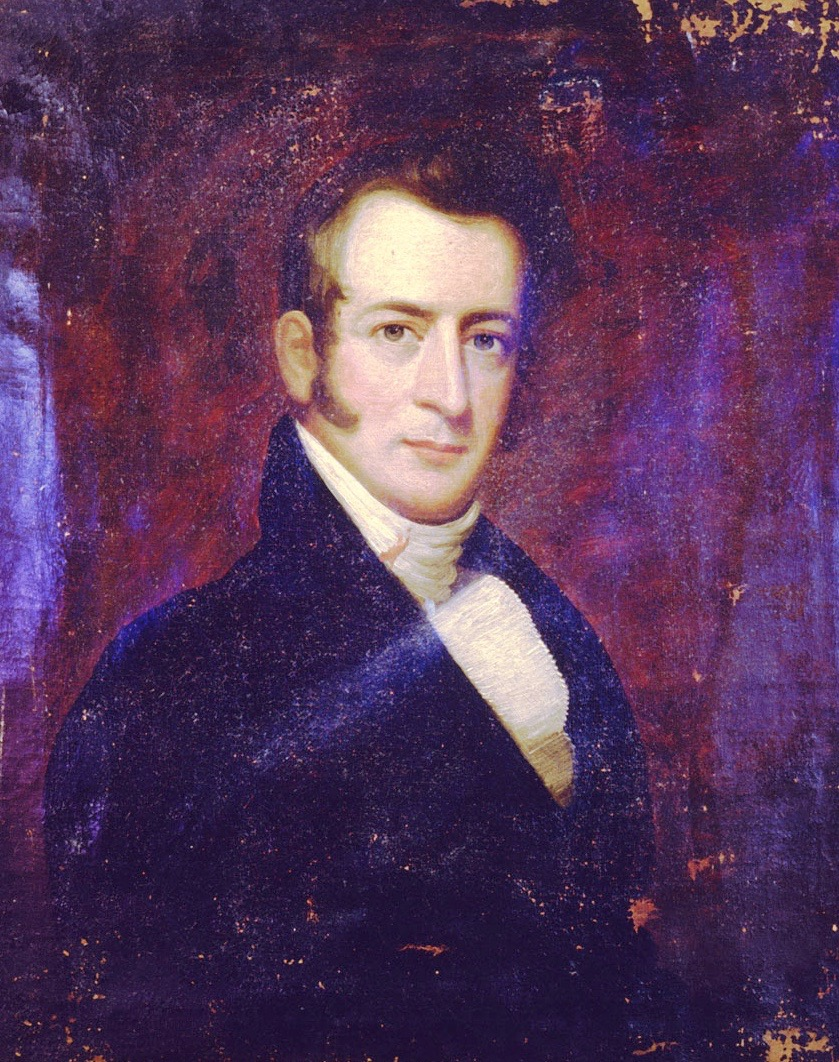
John Owen

John Owen (* August 1787 im Bladen County, North Carolina; † 9. Oktober 1841 im Chatham County, North Carolina) war ein amerikanischer Politiker und 24. Gouverneur von North Carolina.

## Frühe Jahre und politischer Aufstieg
Das genaue Geburtsdatum von John Owens ist unbekannt, die Quellen gehen aber von einem Datum im August 1787 aus. John besuchte die örtlichen Schulen seiner Heimat und war kurz auf der University of North Carolina, wo er allerdings keinen Abschluss machte. Im Jahr 1812 wurde John Owens in das Abgeordnetenhaus von North Carolina gewählt, wo er bis 1814 blieb. Von 1819 bis 1820 und nochmals von 1827 bis 1828 war er im Senat seines Heimatstaates. Dazwischen war er von 1824 bis 1827 Mitglied des Staatsrats von North Carolina unter Gouverneur Hutchins Burton. 

## Gouverneur von North Carolina
Im Dezember 1828 wurde Owen in einer Kampfabstimmung im Parlament von North Carolina mit 96 zu 92 Stimmen gegen Richard Spaight junior zum neuen Gouverneur gewählt. Im folgenden Jahr wurde er wiedergewählt. Auf eine verfassungsmäßige dritte Amtszeit verzichtete er im Jahr 1830. Somit endete seine Zeit als Gouverneur im Dezember 1830. In diesen zwei Jahren förderte er die Bildungspolitik. Er selbst war Mitglied des Kuratoriums der University of North Carolina. Er setzte sich auch für den Ausbau der Infrastruktur, insbesondere der Wasserstraßen und Kanäle, ein.

## Weitere Karriere
Nach dem Ende seiner Gouverneurszeit bewarb er sich erfolglos um einen Sitz im US-Senat. Im Jahr 1835 gehörte er der Versammlung an, die die Verfassung von North Carolina überarbeiten sollte. Der frühere Demokrat und Anhänger von Andrew Jackson wechselte in seinen letzten Jahren zur Whig Partei. Im Jahr 1839 war er Vorsitzender des Nationalen Parteitags dieser Partei. Deren Spitzenkandidat für die amerikanische Präsidentschaft William H. Harrison bot ihm bei dieser Gelegenheit die Kandidatur für das Amt des Vizepräsidenten an. John Owen lehnte ab, und so erhielt John Tyler diese Nominierung, die ihn nach Harrisons Tod 1841 ins Weiße Haus führen sollte, eine Chance die Owen verpasst hatte. John Owen starb im Oktober 1841. Er war mit Mary Lucy Brown verheiratet. Gemeinsam hatten sie ein Kind.